# Football Association Red Boys Differdange
El Football Association Red Boys Differdange (FA Red Boys Differdange / FA Red Boys Differdingen / FA Red Boys Deifferdeng) fou un club de futbol luxemburguès de la ciutat de Differdange.

## Història
El Red Boys va ser fundat el 1907, just un any després del primer club del país, el Fola Esch. No debutà a la lliga luxemburguesa fins al 1919, a la segona divisió, tot i que en pocs anys esdevingué un dels clubs més importants del país.
Durant els anys 20 i 30 fou el dominador del futbol del país al costat de l'Spora Luxemburg. Red Boys guany 13 títols entre1923 i 1936. En total guanyà 6 lligues i 15 títols a la Copa, rècord de la competició.
Desaparegué l'any 2003 en fusionar-se amb l'AS Differdange, convertint-se en Football Club Differdange 03.

## Palmarès
- Lliga luxemburguesa de futbol:[2]

Campions (6): 1922-23, 1925-26, 1930-31, 1931-32, 1932-33, 1978-79
Finalistes (10): 1926-27, 1933-34, 1934-35, 1957-58, 1973-74, 1975-76, 1979-80, 1980-81, 1983-84, 1984-85
- Copa luxemburguesa de futbol:[3]

Campions (15): 1924-25, 1925-26, 1926-27, 1928-29, 1929-30, 1930-31, 1933-34, 1935-36, 1951-52, 1952-53, 1957-58, 1971-72, 1978-79, 1981-82, 1984-85
Finalistes (9): 1923-24, 1931-32, 1934-35, 1947-48, 1949-50, 1954-55, 1969-70, 1976-77, 1985-86